# Chromonephthea muironensis
Chromonephthea muironensis är en korallart som beskrevs av van Ofwegen 2005. Chromonephthea muironensis ingår i släktet Chromonephthea och familjen Nephtheidae. Inga underarter finns listade i Catalogue of Life.